# آدریان تادمن
آدریان تادمن (انگلیسی: Adrianne Todman) سیاستمدار اهل ایالات متحده آمریکا است که از ژوئن ۲۰۲۱ به عنوان قائم‌مقام وزیر مسکن و توسعه شهری ایالات متحده آمریکا در دولت جو بایدن خدمت می‌کند. تادمن از مارس ۲۰۲۴ به عنوان سرپرست وزارت مسکن و توسعه شهری ایالات متحده آمریکا نیز فعالیت می‌کند.